# Mainero
Mainero är en kommun i Mexiko.   Den ligger i delstaten Tamaulipas, i den centrala delen av landet, 600 km norr om huvudstaden Mexico City.